# Jardí japonès

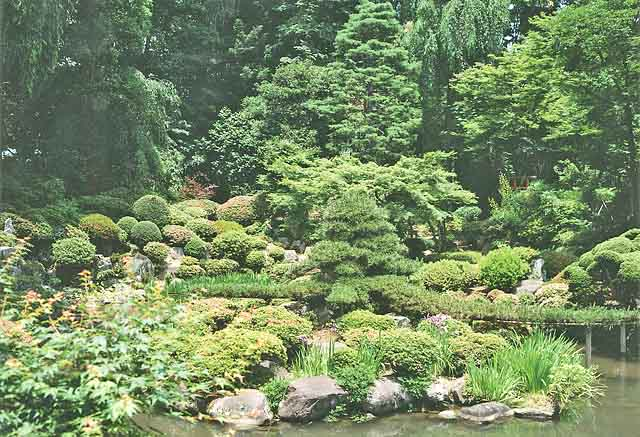
Jardí japonès a Erinji

El jardí japonès (en japonès:日本庭園 nihon teien) forma part de la tradició tant en les cases privades del Japó com en els parcs de les ciutats, en temples budistes o en capelles sintoistes. També apareix en llocs històrics, com són castells vells. Molts dels jardins japonesos més famosos són els jardins zen. La tradició de la cerimònia del te ha generat jardins japonesos refinats que evoquen la simplicitat rural.
El jardí japonès és de tradició molt antiga ja en l'era Heian, com un art importat de la Xina.

## Interpretació del jardí japonès
Té una lectura geogràfica i topogràfica, el mateix paisatge japonès, un arxipèlag d'illes organitzades al voltant d'un mar interior.
En un segon pla, el jardí japonès també té una visió del cosmos, que es correspon a la que dona el sintoisme, un gran buit (la mar) que s'omple amb objectes (les illes).

## Elements del jardí japonès
Les roques són l'element bàsic d'aquest tipus de jardins, la roca com a muntanya o com a illa, contingudes en el buit que representa la mar. Les roques que més s'hi fan servir són les d'origen volcànic, especialment el basalt.
- Shima, 島. Illa, emprada per a designar les roques del jardí i el recinte que les conté i, finalment per extensió, tot el jardí.
- Iwakura, 岩倉. Textualment, el 'lloc que ocupen les roques'.
- La muntanya Shumi, que és l'eix del món per al sintoisme, es representa com una roca en el jardí.
- L'illa/muntanya Hōrai, 蓬莱. Un lloc místic heretat de la muntanya Penglai de la mitologia xinesa.
- S'hi fa servir la tècnica dels bonsai.

## Bibliografia

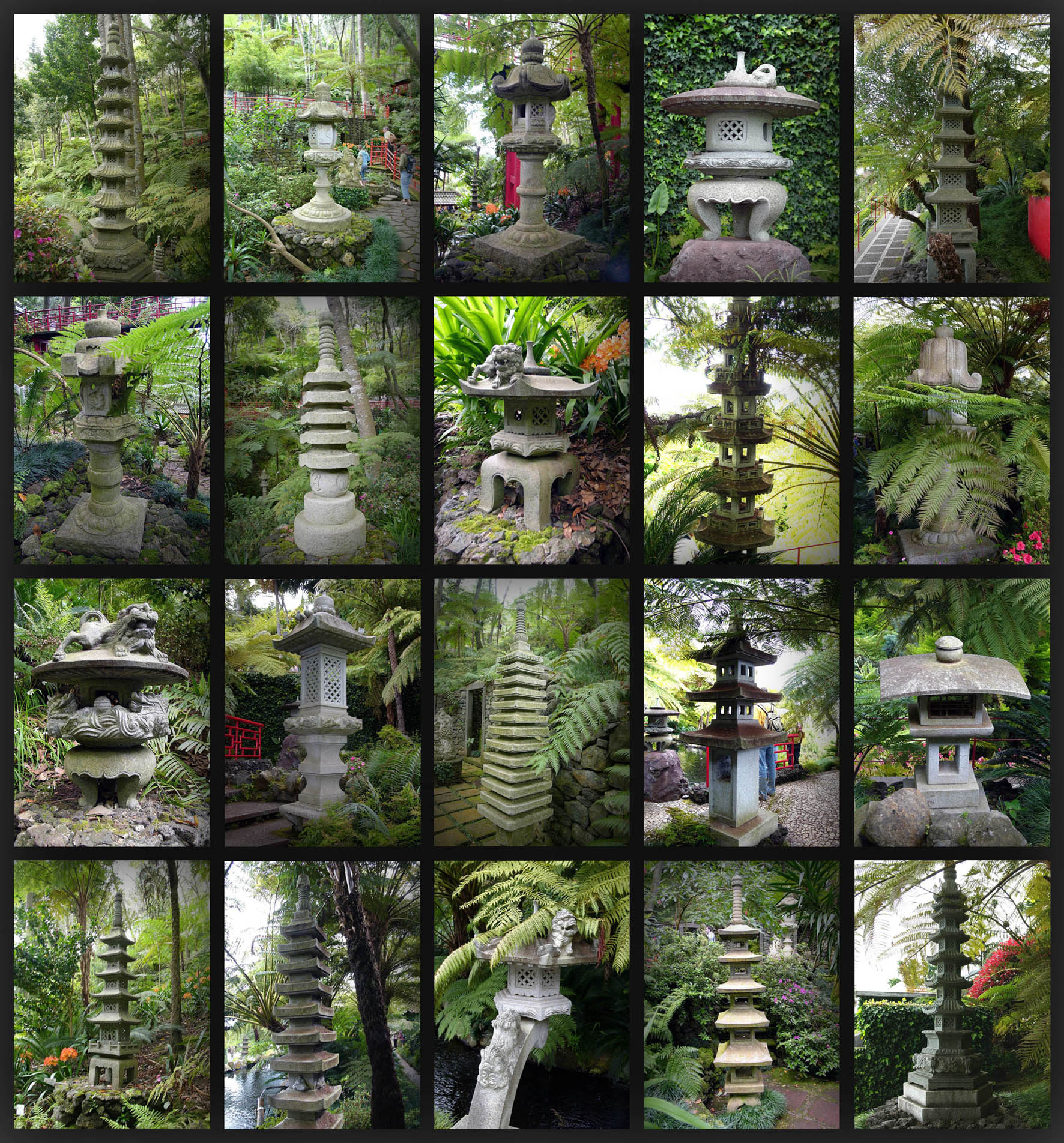
Llanternes de pedra a Madeira